# Università di Nottingham Trent
L'Università di Nottingham Trent (in inglese: Nottingham Trent University) è un'università pubblica fondata nel 1992 con sede a Nottingham, in Inghilterra.